# Pere Caldentey i Bauzà
Pere Caldentey i Bauzà (Sant Llorenç des Cardassar, 3 de setembre de 1928 - Sant Llorenç des Cardassar, 2 de gener de 1975) fou un futbolista mallorquí de les dècades de 1950 i 1960.

## Trajectòria
L'any 1949 ingressà al RCD Mallorca, que jugava a Segona Divisió. Romangué al club fins a 1952, any en què fou fitxat pel FC Barcelona, com a tercer porter, per darrere d'Antoni Ramallets i Juan Zambudio Velasco. La temporada següent, amb l'arribada de Francisco Javier Goicolea passà a quart porter fet que propicià, el 1954, la seva cessió a la SD Espanya Industrial i la temporada següent al Reial Múrcia CF. En les seves dues temporades al primer equip blaugrana jugà dos partits de lliga i guanyà una lliga (1952-53), una copa (1952-53) i dues copes Eva Duarte (1952-53 i 1953-54). El 1956 fitxà pel Reial Oviedo, club on visqué els seus millors anys, amb quatre temporades a primera divisió (del 1958 al 1962). Acabà la seva trajectòria novament al Mallorca, la temporada 1962-63, també a Primera. En total jugà 73 partits a primera divisió. Un cop retirat es dedicà a l'hostaleria i fou directiu del CE Manacor.